# SN 2007up
SN 2007up – supernowa typu Ia odkryta 3 grudnia 2007 roku w galaktyce A020956-0428. Jej jasność pozostaje nieznana.